# ニコール・ポリッツィ
ニコール・"スヌーキ"・ポリッツィ（Nicole Elizabeth "Snooki" Polizzi、1987年11月23日 - ）はチリ系アメリカ人のリアリティテレビジョンパーソナリティである。MTVのリアリティ番組『Jersey Shore〜マカロニ野郎のニュージャージー・ライフ〜』への出演で知られている。

## 生い立ち
ポリッツィはチリサンティアゴで生まれた。生後6ヶ月でイタリア系アメリカ人夫婦の養子になった。彼女の父はボランティア消防士及び海難救助隊、母はオフィスマネージャーである。中学生の時に友人から、映画『セイブ・ザ・ラストダンス』の登場人物“スヌーキー（Snookie）”に因んで、「スヌーキ（Snooki）」というあだ名を付けられた。

## 経歴
MTVの『Is She Really Going Out with Him?』で最初のテレビ番組出演。2009年に同局のリアリティ番組『Jersey Shore〜マカロニ野郎のニュージャージー・ライフ〜』への出演を開始した。『ニューヨーク・タイムズ』は彼女を“ブレイクを果たしたキャスト”と評した。同誌によれば、彼女の番組内での言動は「奇妙なアピール」を含むので、一般の軽蔑の対象になった。彼女は2010年で最も人気のあるハロウィンコスチュームの1つとなった 。

## 私生活
現在、ニューヨーク州マールボロで暮らしている。

## その他の活動
2011年3月にはアメリカ最大のプロレス団体WWEにスポット出演。4月には同団体の年間最大の興行である祭典レッスルマニア第27回大会に選手として試合出場。会場に集まった7万人のプロレスマニアからはレスリングの経験をもたない素人の参戦に否定的な反応が多かったが、スヌーキはファンの予想を超える身体能力の高さをみせ観客を圧倒、見事に試合を勝利に導いた。